# Leonard Furs-Żyrkiewicz

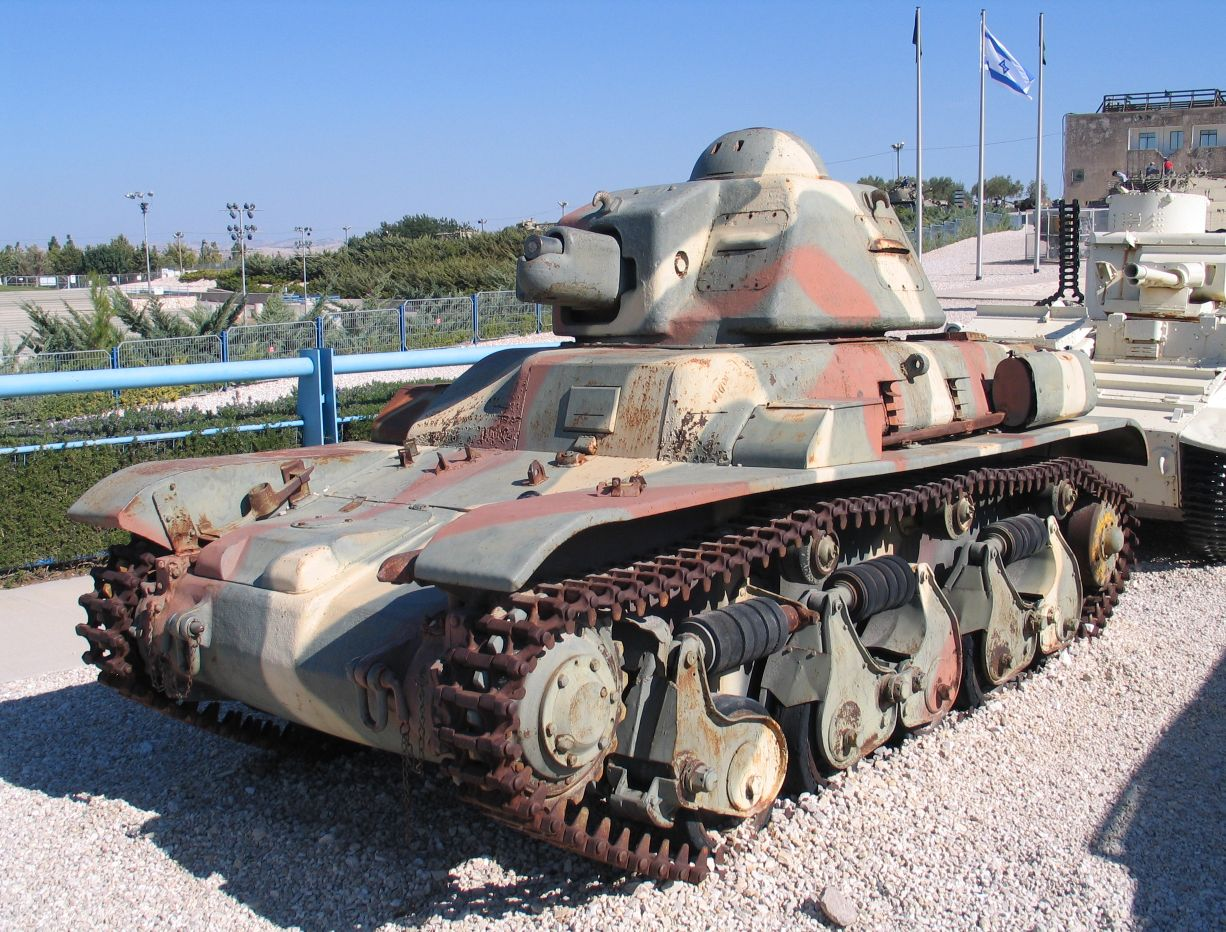
Czołg Renault R-35

Leonard Furs-Żyrkiewicz (ur. 7 kwietnia 1900 w Warszawie, zm. 9 lutego 1965 w Edynburgu) – podpułkownik dyplomowany broni pancernej Polskich Sił Zbrojnych, autor prac z dziedziny broni pancernej i książek podróżniczych.

## Życiorys
Leonard Furs-Żyrkiewicz urodził się 7 kwietnia 1900 roku w Warszawie, w rodzinie Walerego Furs-Żyrkiewicza (zm. 1906), generała majora armii rosyjskiej i Janiny z Bobińskich, pisarki, córki Sylwana Bobińskiego, uczestnika spisku powstańca Szymona Konarskiego, który swoje zaangażowanie patriotyczne przepłacił więzieniem i utratą majątku. Leonard był jednym z czwórki rodzeństwa, młodszym bratem Eweliny (1887–1969, jako Elina Pepłowska była posłanką na Sejm RP III kadencji w latach 1930–1935, w latach 1933–1936 przewodnicząca Centralnego Biura Porozumienia Organizacji Współdziałających w Zwalczaniu Komunizmu) i Jerzego (1890–1961).
Leonard w czasie I wojny światowej był członkiem POW na Ukrainie. Wstąpił ochotniczo do Wojska Polskiego 25 lipca 1919 roku. Walczył w wojnie polsko-bolszewickiej w szeregach 5 pułku Ułanów Zasławskich. W dwudziestoleciu międzywojennym był zawodowym wojskowym, w latach 1925–1930 był młodszym oficerem 2 szwadronu samochodów pancernych, był dowódcą kompanii czołgów 1 batalionu czołgów i samochodów pancernych w Poznaniu, dowódcą wydzielonego dywizjonu pancernego w Wilnie, służył w Centrum Wyszkolenia Broni Pancernych. W 1939 roku pełnił służbę w Dowództwie Broni Pancernych w Warszawie na stanowisku kierownika referatu regulaminów. Na stopień majora został mianowany ze starszeństwem z 19 marca 1939 roku i 1. lokatą w korpusie oficerów broni pancernych. W tym okresie opublikował sześć książek oraz liczne artykuły, m.in. w „Przeglądzie Kawaleryjskim”.
W czasie kampanii wrześniowej we wrześniu 1939 roku dowodził batalionem czołgów R-35, który, na polecenie dowództwa, przeprowadził przez granicę polsko-rumuńską. Po dostaniu się do Francji dalej służył w wojskach pancernych. W połowie listopada 1939 roku objął dowództwo Grupy Pancerno-Motorowej tzw. pułku specjalnego w Camp de Coëtquidan. Od 2 grudnia 1939 roku do 27 maja 1940 roku dowodził 1 batalionem czołgów w polskiej 1 Lekkiej Dywizji Zmotoryzowanej, służył w 10 Brygadzie Kawalerii Pancernej. Po ewakuacji do Wielkiej Brytanii w czerwcu 1940 roku służył w dowództwie I Korpusu Polskiego, jako komendant Centrum Wyszkolenia Broni Pancernych i Motorowych (w Szkocji), a następnie Centrum Wyszkolenia Pancernego i Technicznego. Po zakończeniu II wojny światowej pozostał na emigracji.
Leonard ożenił się w 1934 roku z Zofią Rybińską (1902–1987), córką generała brygady Czesława Rybińskiego. Nie mieli dzieci. Oboje zostali pochowani na cmentarzu Powązkowskim w Warszawie (kwatera 31-wprost, rząd 4, miejsce 10).

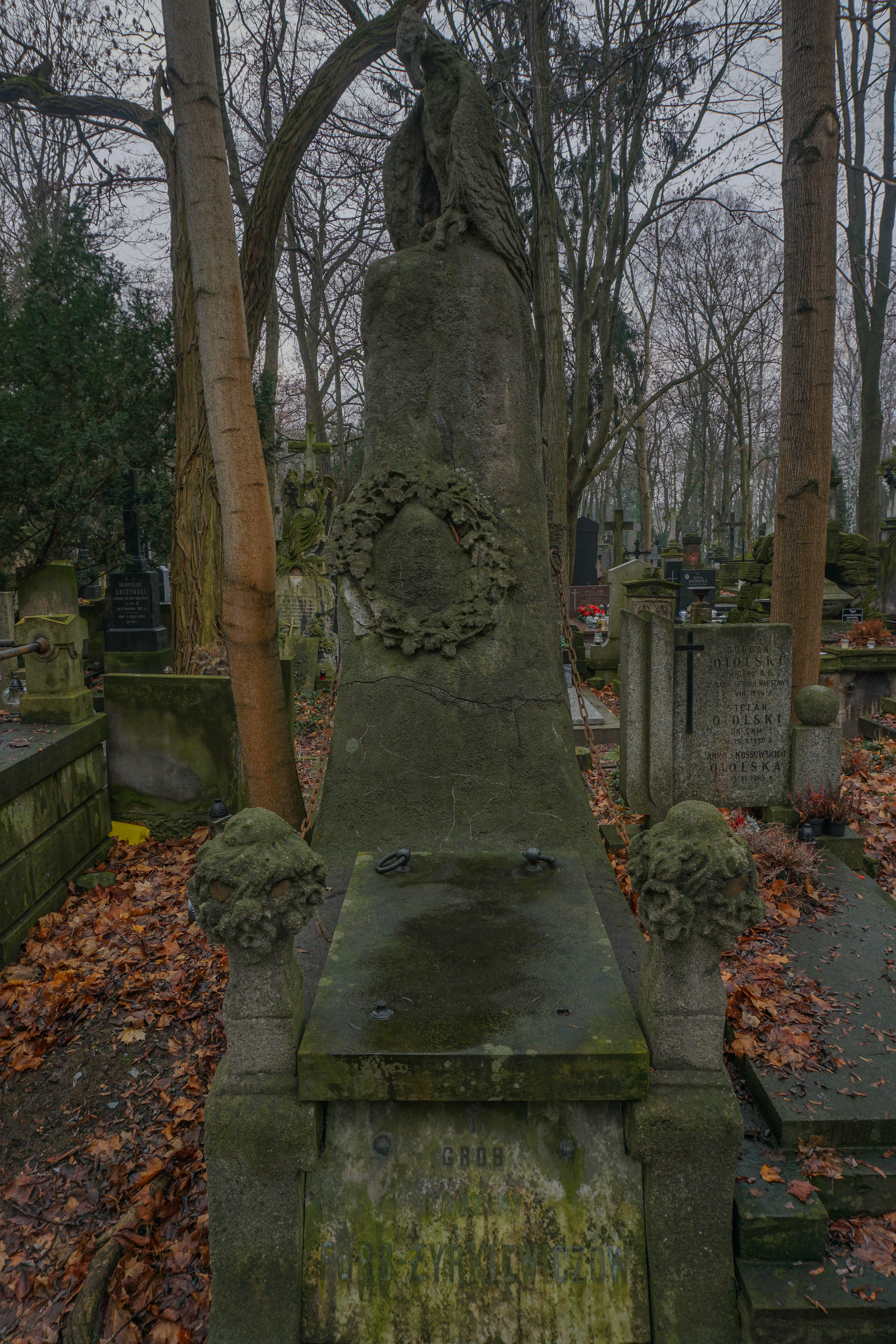
Grób Walerego i Leonarda Fursa-Żyrkiewicza na cmentarzu Powązkowskim

## Twórczość
Był encyklopedystą. Został wymieniony w gronie edytorów ośmiotomowej Encyklopedii wojskowej wydanej w latach 1931–1939, gdzie zredagował hasła związane z bronią pancerną. Wchodził w skład komitetu redakcyjnego tej encyklopedii .
- Samochody pancerne. Historia, organizacja, opis, taktyka, wykorzystanie i zwalczanie (1928) – książka ta była już w 1928 roku przetłumaczona na j. angielski, była kilkakrotnie wznawiana w Polsce i za granicą, została wydana w postaci reprintu również w 2013 roku[11]
- Co każdy żołnierz o samochodach pancernych wiedzieć powinien (1930)
- Zwalczanie samochodów pancernych (1932)
- Bierna obrona przeciwpancerna a czołgi ziemnowodne (1933)
- Czołgi wczoraj, dziś i jutro (1937)
- Od słoni bojowych do latających czołgów (1939)
- Na tropach słonia afrykańskiego (Warszawa, 1968, wyd. „Polonia”)

## Awanse
- porucznik – ze starszeństwem z dniem 1 lipca 1923 roku
- rotmistrz – między 1930 a 1933 rokiem
- major – 19 marca 1939 roku
- podpułkownik – po 1940 roku.

## Ordery i odznaczenia
- Krzyż Niepodległości (20 lipca 1932)[12][13]
- Krzyż Walecznych (czterokrotnie)[13]
- Srebrny Krzyż Zasługi (10 listopada 1928)[14][13]
- Medal Dziesięciolecia Odzyskanej Niepodległości (1928)
- Medal Pamiątkowy za Wojnę 1918–1921 (1928)
- Medal 3 Maja
- Krzyż Oficerski Orderu Korony Rumunii (Rumunia)
- Łotewska Odznaka Pułku Pancernego (przed 1937)[15]